# Lista di asteroidi (283001-284000)
Di seguito una lista di asteroidi dal numero 283001 al 284000 con data di scoperta e scopritore.

## 283001-283100
| Nome                  | Designazione provvisoria | Data di scoperta  | Scopritore             |
| --------------------- | ------------------------ | ----------------- | ---------------------- |
| 283001 -              | 2007 TF386               | 15 ottobre 2007   | CSS                    |
| 283002 -              | 2007 TH387               | 13 ottobre 2007   | Spacewatch             |
| 283003 -              | 2007 TS390               | 14 ottobre 2007   | Mt. Lemmon Survey      |
| 283004 -              | 2007 TQ393               | 14 ottobre 2007   | CSS                    |
| 283005 -              | 2007 TZ411               | 14 ottobre 2007   | CSS                    |
| 283006 -              | 2007 TU418               | 8 ottobre 2007    | LONEOS                 |
| 283007 -              | 2007 UF                  | 16 ottobre 2007   | BATTeRS                |
| 283008 -              | 2007 UR46                | 20 ottobre 2007   | CSS                    |
| 283009 -              | 2007 UT50                | 24 ottobre 2007   | Mt. Lemmon Survey      |
| 283010 -              | 2007 UG83                | 30 ottobre 2007   | Spacewatch             |
| 283011 -              | 2007 UH116               | 31 ottobre 2007   | Spacewatch             |
| 283012 -              | 2007 VQ38                | 2 novembre 2007   | CSS                    |
| 283013 -              | 2007 VA50                | 1º novembre 2007  | Spacewatch             |
| 283014 -              | 2007 VC94                | 7 novembre 2007   | LINEAR                 |
| 283015 -              | 2007 VT98                | 2 novembre 2007   | Spacewatch             |
| 283016 -              | 2007 VF124               | 5 novembre 2007   | Mt. Lemmon Survey      |
| 283017 -              | 2007 VW126               | 11 novembre 2007  | BATTeRS                |
| 283018 -              | 2007 VA156               | 5 novembre 2007   | Spacewatch             |
| 283019 -              | 2007 VD182               | 8 novembre 2007   | CSS                    |
| 283020 -              | 2007 VU193               | 4 novembre 2007   | Mt. Lemmon Survey      |
| 283021 -              | 2007 VN208               | 11 novembre 2007  | CSS                    |
| 283022 -              | 2007 VA234               | 8 novembre 2007   | PMO NEO Survey Program |
| 283023 -              | 2007 VJ253               | 13 novembre 2007  | CSS                    |
| 283024 -              | 2007 VV267               | 9 novembre 2007   | LINEAR                 |
| 283025 -              | 2007 VN269               | 14 novembre 2007  | LINEAR                 |
| 283026 -              | 2007 VH284               | 14 novembre 2007  | Spacewatch             |
| 283027 -              | 2007 VQ321               | 3 novembre 2007   | CSS                    |
| 283028 -              | 2007 VY321               | 8 novembre 2007   | Mt. Lemmon Survey      |
| 283029 -              | 2007 WH5                 | 18 novembre 2007  | BATTeRS                |
| 283030 -              | 2007 WG8                 | 18 novembre 2007  | LINEAR                 |
| 283031 -              | 2007 WV15                | 18 novembre 2007  | Mt. Lemmon Survey      |
| 283032 -              | 2007 WD19                | 18 novembre 2007  | Mt. Lemmon Survey      |
| 283033 -              | 2007 WH40                | 18 novembre 2007  | CSS                    |
| 283034 -              | 2007 XG15                | 7 dicembre 2007   | Ferrando, R.           |
| 283035 -              | 2007 XJ46                | 15 dicembre 2007  | CSS                    |
| 283036 -              | 2007 YE52                | 30 dicembre 2007  | LONEOS                 |
| 283037 -              | 2008 BG8                 | 16 gennaio 2008   | Spacewatch             |
| 283038 -              | 2008 BS14                | 28 gennaio 2008   | Ries, W.               |
| 283039 -              | 2008 BV29                | 30 gennaio 2008   | CSS                    |
| 283040 -              | 2008 BJ30                | 30 gennaio 2008   | Mt. Lemmon Survey      |
| 283041 -              | 2008 CC                  | 2 febbraio 2008   | CSS                    |
| 283042 -              | 2008 CC73                | 11 febbraio 2008  | CSS                    |
| 283043 -              | 2008 DD15                | 26 febbraio 2008  | Mt. Lemmon Survey      |
| 283044 -              | 2008 DH67                | 29 febbraio 2008  | Spacewatch             |
| 283045 -              | 2008 EW16                | 1º marzo 2008     | Spacewatch             |
| 283046 -              | 2008 EB36                | 3 marzo 2008      | CSS                    |
| 283047 -              | 2008 EU84                | 13 marzo 2008     | CSS                    |
| 283048 -              | 2008 EA143               | 13 marzo 2008     | CSS                    |
| 283049 -              | 2008 EQ148               | 2 marzo 2008      | Spacewatch             |
| 283050 -              | 2008 FX22                | 27 marzo 2008     | Spacewatch             |
| 283051 -              | 2008 FZ123               | 29 marzo 2008     | Spacewatch             |
| 283052 -              | 2008 GA38                | 3 aprile 2008     | Spacewatch             |
| 283053 -              | 2008 GJ120               | 12 aprile 2008    | CSS                    |
| 283054 -              | 2008 HN19                | 26 aprile 2008    | Spacewatch             |
| 283055 -              | 2008 HS29                | 28 aprile 2008    | Mt. Lemmon Survey      |
| 283056 -              | 2008 OH                  | 25 luglio 2008    | OAM                    |
| 283057 Casteldipiazza | 2008 OZ5                 | 24 luglio 2008    | Fagioli, G., Tesi,L.   |
| 283058 -              | 2008 ON23                | 30 luglio 2008    | Mt. Lemmon Survey      |
| 283059 -              | 2008 PM22                | 7 agosto 2008     | Spacewatch             |
| 283060 -              | 2008 QF3                 | 25 agosto 2008    | Ferrando, R.           |
| 283061 -              | 2008 QZ5                 | 25 agosto 2008    | Broughton, J.          |
| 283062 -              | 2008 QB13                | 27 agosto 2008    | OAM                    |
| 283063 -              | 2008 QH13                | 27 agosto 2008    | OAM                    |
| 283064 -              | 2008 QE29                | 30 agosto 2008    | LINEAR                 |
| 283065 -              | 2008 RQ36                | 2 settembre 2008  | Spacewatch             |
| 283066 -              | 2008 RC41                | 2 settembre 2008  | Spacewatch             |
| 283067 -              | 2008 RL45                | 2 settembre 2008  | Spacewatch             |
| 283068 -              | 2008 RB98                | 7 settembre 2008  | Mt. Lemmon Survey      |
| 283069 -              | 2008 RK112               | 4 settembre 2008  | Spacewatch             |
| 283070 -              | 2008 RE132               | 6 settembre 2008  | CSS                    |
| 283071 -              | 2008 RS145               | 6 settembre 2008  | Spacewatch             |
| 283072 -              | 2008 SZ2                 | 19 settembre 2008 | LINEAR                 |
| 283073 -              | 2008 SP81                | 21 settembre 2008 | Ory, M.                |
| 283074 -              | 2008 SK92                | 21 settembre 2008 | Spacewatch             |
| 283075 -              | 2008 SK145               | 20 settembre 2008 | Spacewatch             |
| 283076 -              | 2008 SW155               | 23 settembre 2008 | LINEAR                 |
| 283077 -              | 2008 SW175               | 23 settembre 2008 | CSS                    |
| 283078 -              | 2008 ST176               | 23 settembre 2008 | Mt. Lemmon Survey      |
| 283079 -              | 2008 SS242               | 29 settembre 2008 | Spacewatch             |
| 283080 -              | 2008 SS244               | 29 settembre 2008 | CSS                    |
| 283081 -              | 2008 SZ269               | 23 settembre 2008 | CSS                    |
| 283082 -              | 2008 ST271               | 30 settembre 2008 | Mt. Lemmon Survey      |
| 283083 -              | 2008 SA281               | 24 settembre 2008 | Mt. Lemmon Survey      |
| 283084 -              | 2008 TD9                 | 7 ottobre 2008    | Molnar, L. A.          |
| 283085 -              | 2008 TZ18                | 1º ottobre 2008   | Mt. Lemmon Survey      |
| 283086 -              | 2008 TB21                | 1º ottobre 2008   | Mt. Lemmon Survey      |
| 283087 -              | 2008 TT89                | 3 ottobre 2008    | Spacewatch             |
| 283088 -              | 2008 TX94                | 5 ottobre 2008    | OAM                    |
| 283089 -              | 2008 TN117               | 6 ottobre 2008    | Spacewatch             |
| 283090 -              | 2008 TK166               | 7 ottobre 2008    | Mt. Lemmon Survey      |
| 283091 -              | 2008 TK171               | 1º ottobre 2008   | Spacewatch             |
| 283092 -              | 2008 UK51                | 20 ottobre 2008   | Spacewatch             |
| 283093 -              | 2008 US80                | 22 ottobre 2008   | Spacewatch             |
| 283094 -              | 2008 UX81                | 22 ottobre 2008   | Mt. Lemmon Survey      |
| 283095 -              | 2008 UK100               | 27 ottobre 2008   | BATTeRS                |
| 283096 -              | 2008 UB128               | 22 ottobre 2008   | Spacewatch             |
| 283097 -              | 2008 UZ130               | 23 ottobre 2008   | Spacewatch             |
| 283098 -              | 2008 UR138               | 23 ottobre 2008   | Spacewatch             |
| 283099 -              | 2008 UE145               | 23 ottobre 2008   | Spacewatch             |
| 283100 -              | 2008 UX159               | 23 ottobre 2008   | Spacewatch             |

## 283101-283200
| Nome            | Designazione provvisoria | Data di scoperta  | Scopritore                |
| --------------- | ------------------------ | ----------------- | ------------------------- |
| 283101 -        | 2008 UV173               | 24 ottobre 2008   | CSS                       |
| 283102 -        | 2008 UY176               | 24 ottobre 2008   | Mt. Lemmon Survey         |
| 283103 -        | 2008 UB188               | 24 ottobre 2008   | Spacewatch                |
| 283104 -        | 2008 UX188               | 25 ottobre 2008   | Spacewatch                |
| 283105 -        | 2008 UD210               | 23 ottobre 2008   | Spacewatch                |
| 283106 -        | 2008 UJ243               | 26 ottobre 2008   | Spacewatch                |
| 283107 -        | 2008 UX261               | 27 ottobre 2008   | Mt. Lemmon Survey         |
| 283108 -        | 2008 UR271               | 28 ottobre 2008   | Spacewatch                |
| 283109 -        | 2008 UK280               | 28 ottobre 2008   | CSS                       |
| 283110 -        | 2008 UD290               | 28 ottobre 2008   | Spacewatch                |
| 283111 -        | 2008 UU298               | 29 ottobre 2008   | Spacewatch                |
| 283112 -        | 2008 US304               | 29 ottobre 2008   | Mt. Lemmon Survey         |
| 283113 -        | 2008 UE336               | 20 ottobre 2008   | Spacewatch                |
| 283114 -        | 2008 UD342               | 28 ottobre 2008   | Mt. Lemmon Survey         |
| 283115 -        | 2008 UD354               | 23 ottobre 2008   | Mt. Lemmon Survey         |
| 283116 -        | 2008 UX360               | 30 ottobre 2008   | CSS                       |
| 283117 Bonn     | 2008 VU                  | 1º novembre 2008  | Schwab, E.                |
| 283118 -        | 2008 VX                  | 1º novembre 2008  | Dellinger, J., Sexton, C. |
| 283119 -        | 2008 VB18                | 1º novembre 2008  | Spacewatch                |
| 283120 -        | 2008 VX20                | 1º novembre 2008  | Mt. Lemmon Survey         |
| 283121 -        | 2008 VA50                | 4 novembre 2008   | Spacewatch                |
| 283122 -        | 2008 VQ53                | 6 novembre 2008   | CSS                       |
| 283123 -        | 2008 VD57                | 6 novembre 2008   | Mt. Lemmon Survey         |
| 283124 -        | 2008 VS59                | 7 novembre 2008   | CSS                       |
| 283125 -        | 2008 WF37                | 17 novembre 2008  | Spacewatch                |
| 283126 -        | 2008 WK38                | 17 novembre 2008  | Spacewatch                |
| 283127 -        | 2008 WE43                | 17 novembre 2008  | Spacewatch                |
| 283128 -        | 2008 WO67                | 18 novembre 2008  | Spacewatch                |
| 283129 -        | 2008 WR76                | 20 novembre 2008  | Spacewatch                |
| 283130 -        | 2008 WC85                | 20 novembre 2008  | Mt. Lemmon Survey         |
| 283131 -        | 2008 WM90                | 22 novembre 2008  | Mt. Lemmon Survey         |
| 283132 -        | 2008 WS96                | 25 novembre 2008  | Molnar, L. A.             |
| 283133 -        | 2008 XH39                | 2 dicembre 2008   | Spacewatch                |
| 283134 -        | 2008 XO48                | 4 dicembre 2008   | Mt. Lemmon Survey         |
| 283135 -        | 2008 XL50                | 4 dicembre 2008   | Mt. Lemmon Survey         |
| 283136 -        | 2008 XV52                | 3 dicembre 2008   | CSS                       |
| 283137 -        | 2008 XM55                | 1º dicembre 2008  | Spacewatch                |
| 283138 -        | 2008 YJ4                 | 22 dicembre 2008  | Kugel, F.                 |
| 283139 -        | 2008 YQ11                | 21 dicembre 2008  | Spacewatch                |
| 283140 -        | 2008 YX24                | 28 dicembre 2008  | Lowe, A.                  |
| 283141 Dittsche | 2008 YW26                | 28 dicembre 2008  | Apitzsch, R.              |
| 283142 Weena    | 2008 YV29                | 29 dicembre 2008  | Schwab, E., Kling, R.     |
| 283143 -        | 2008 YO34                | 31 dicembre 2008  | Bickel, W.                |
| 283144 -        | 2008 YJ50                | 29 dicembre 2008  | Mt. Lemmon Survey         |
| 283145 -        | 2008 YX73                | 30 dicembre 2008  | Spacewatch                |
| 283146 -        | 2008 YW121               | 30 dicembre 2008  | Spacewatch                |
| 283147 -        | 2008 YS124               | 30 dicembre 2008  | Spacewatch                |
| 283148 -        | 2008 YF134               | 30 dicembre 2008  | Spacewatch                |
| 283149 -        | 2008 YX139               | 30 dicembre 2008  | Spacewatch                |
| 283150 -        | 2008 YT149               | 21 dicembre 2008  | Spacewatch                |
| 283151 -        | 2009 AD8                 | 1º gennaio 2009   | PMO NEO Survey Program    |
| 283152 -        | 2009 AH31                | 15 gennaio 2009   | Spacewatch                |
| 283153 -        | 2009 AZ43                | 3 gennaio 2009    | Mt. Lemmon Survey         |
| 283154 -        | 2009 AD47                | 1º gennaio 2009   | Spacewatch                |
| 283155 -        | 2009 BC14                | 26 gennaio 2009   | LINEAR                    |
| 283156 -        | 2009 BR55                | 17 gennaio 2009   | Spacewatch                |
| 283157 -        | 2009 BL60                | 17 gennaio 2009   | OAM                       |
| 283158 -        | 2009 BZ65                | 20 gennaio 2009   | Spacewatch                |
| 283159 -        | 2009 BW99                | 28 gennaio 2009   | CSS                       |
| 283160 -        | 2009 BC151               | 29 gennaio 2009   | CSS                       |
| 283161 -        | 2009 BX162               | 31 gennaio 2009   | Spacewatch                |
| 283162 -        | 2009 BV172               | 18 gennaio 2009   | Spacewatch                |
| 283163 -        | 2009 BL190               | 20 gennaio 2009   | Mt. Lemmon Survey         |
| 283164 -        | 2009 CR24                | 1º febbraio 2009  | Spacewatch                |
| 283165 -        | 2009 CP64                | 3 febbraio 2009   | Spacewatch                |
| 283166 -        | 2009 DZ15                | 16 febbraio 2009  | OAM                       |
| 283167 -        | 2009 DN26                | 22 febbraio 2009  | Hormuth, F.               |
| 283168 -        | 2009 DT117               | 27 febbraio 2009  | Spacewatch                |
| 283169 -        | 2009 DC140               | 19 febbraio 2009  | LINEAR                    |
| 283170 -        | 2009 ER4                 | 15 marzo 2009     | OAM                       |
| 283171 -        | 2009 FR5                 | 16 marzo 2009     | Spacewatch                |
| 283172 -        | 2009 FV26                | 18 marzo 2009     | Spacewatch                |
| 283173 -        | 2009 HZ62                | 22 aprile 2009    | Spacewatch                |
| 283174 -        | 2009 HD81                | 29 aprile 2009    | Spacewatch                |
| 283175 -        | 2009 JU10                | 14 maggio 2009    | Spacewatch                |
| 283176 -        | 2009 QF59                | 29 agosto 2009    | OAM                       |
| 283177 -        | 2009 RR52                | 15 marzo 2007     | Spacewatch                |
| 283178 -        | 2009 SF1                 | 17 settembre 2009 | Mt. Lemmon Survey         |
| 283179 -        | 2009 SS35                | 16 settembre 2009 | Spacewatch                |
| 283180 -        | 2009 SC160               | 20 settembre 2009 | Spacewatch                |
| 283181 -        | 2009 US                  | 17 ottobre 2009   | LINEAR                    |
| 283182 -        | 2009 UJ28                | 22 ottobre 2009   | CSS                       |
| 283183 -        | 2009 UG106               | 21 ottobre 2009   | Mt. Lemmon Survey         |
| 283184 -        | 2009 WA33                | 10 ottobre 2002   | Sloan Digital Sky Survey  |
| 283185 -        | 2010 AR30                | 5 gennaio 2010    | Spacewatch                |
| 283186 -        | 2010 BG3                 | 19 gennaio 2010   | Kugel, F.                 |
| 283187 -        | 2010 BB13                | 16 gennaio 2010   | WISE                      |
| 283188 -        | 2010 BV15                | 16 gennaio 2010   | WISE                      |
| 283189 -        | 2010 CG4                 | 6 febbraio 2010   | Mt. Lemmon Survey         |
| 283190 -        | 2010 CO5                 | 9 febbraio 2010   | Mt. Lemmon Survey         |
| 283191 -        | 2010 CQ39                | 13 febbraio 2010  | Mt. Lemmon Survey         |
| 283192 -        | 2010 CE44                | 13 febbraio 2010  | Calvin College            |
| 283193 -        | 2010 CM88                | 14 febbraio 2010  | Mt. Lemmon Survey         |
| 283194 -        | 2010 CS91                | 14 febbraio 2010  | Mt. Lemmon Survey         |
| 283195 -        | 2010 CS120               | 15 febbraio 2010  | CSS                       |
| 283196 -        | 2010 CC150               | 14 febbraio 2010  | CSS                       |
| 283197 -        | 2010 CT170               | 13 febbraio 2010  | Spacewatch                |
| 283198 -        | 2010 CK184               | 10 febbraio 2010  | Spacewatch                |
| 283199 -        | 2010 DP13                | 16 febbraio 2010  | WISE                      |
| 283200 -        | 2010 DH37                | 16 febbraio 2010  | Spacewatch                |

## 283201-283300
| Nome                | Designazione provvisoria | Data di scoperta  | Scopritore               |
| ------------------- | ------------------------ | ----------------- | ------------------------ |
| 283201 -            | 2010 DG55                | 21 febbraio 2010  | WISE                     |
| 283202 -            | 2010 EA43                | 13 marzo 2010     | Jarnac                   |
| 283203 -            | 2010 FV13                | 17 marzo 2010     | Spacewatch               |
| 283204 -            | 2010 FE20                | 25 aprile 2003    | Spacewatch               |
| 283205 -            | 2010 FV48                | 19 settembre 2007 | Spacewatch               |
| 283206 -            | 2010 GK139               | 7 aprile 2010     | Spacewatch               |
| 283207 -            | 2010 HH79                | 17 aprile 2010    | Bickel, W.               |
| 283208 -            | 2010 HG105               | 19 novembre 2003  | Spacewatch               |
| 283209 -            | 2010 LE92                | 12 giugno 2010    | WISE                     |
| 283210 -            | 2010 MG46                | 27 febbraio 2000  | CSS                      |
| 283211 -            | 2010 MH69                | 19 ottobre 2006   | CSS                      |
| 283212 -            | 2010 NM24                | 5 novembre 2007   | Spacewatch               |
| 283213 -            | 2010 NY55                | 10 luglio 2010    | WISE                     |
| 283214 -            | 2010 OL23                | 2 marzo 2009      | Mt. Lemmon Survey        |
| 283215 -            | 2010 OQ46                | 22 luglio 2010    | WISE                     |
| 283216 -            | 2010 OO63                | 4 ottobre 1999    | CSS                      |
| 283217 -            | 2010 OV70                | 25 luglio 2010    | WISE                     |
| 283218 -            | 2010 OQ95                | 28 luglio 2010    | WISE                     |
| 283219 -            | 2010 OW123               | 10 ottobre 1999   | Spacewatch               |
| 283220 -            | 2010 PG10                | 5 agosto 2010     | LINEAR                   |
| 283221 -            | 2010 PR26                | 3 agosto 2010     | OAM                      |
| 283222 -            | 2010 PM41                | 19 ottobre 1999   | LINEAR                   |
| 283223 -            | 2010 PS79                | 13 agosto 2010    | Spacewatch               |
| 283224 -            | 2010 QO1                 | 18 dicembre 2007  | Mt. Lemmon Survey        |
| 283225 -            | 2010 QX2                 | 19 agosto 2010    | PMO NEO Survey Program   |
| 283226 -            | 2010 RA51                | 29 agosto 2005    | Spacewatch               |
| 283227 -            | 2010 RW60                | 17 settembre 2003 | Spacewatch               |
| 283228 -            | 2010 RD65                | 3 settembre 2010  | Mt. Lemmon Survey        |
| 283229 -            | 2010 RS74                | 31 ottobre 2002   | Sloan Digital Sky Survey |
| 283230 -            | 2010 RL118               | 11 settembre 2010 | Spacewatch               |
| 283231 -            | 2010 RX169               | 19 settembre 2006 | Spacewatch               |
| 283232 -            | 2010 RY171               | 4 settembre 2010  | Spacewatch               |
| 283233 -            | 2010 SB14                | 26 ottobre 2005   | Spacewatch               |
| 283234 -            | 2010 TG34                | 6 aprile 1995     | Spacewatch               |
| 283235 -            | 2010 TX147               | 5 marzo 2008      | Spacewatch               |
| 283236 -            | 2010 TT162               | 11 ottobre 2010   | Christophe, B.           |
| 283237 -            | 2010 UY2                 | 17 ottobre 2010   | Mt. Lemmon Survey        |
| 283238 -            | 2010 UL16                | 5 settembre 1999  | LONEOS                   |
| 283239 -            | 2010 UC65                | 24 novembre 2006  | Spacewatch               |
| 283240 -            | 2010 VJ45                | 11 novembre 2006  | Spacewatch               |
| 283241 -            | 2010 VA74                | 10 novembre 2006  | Spacewatch               |
| 283242 -            | 2011 AS30                | 15 settembre 2006 | Spacewatch               |
| 283243 -            | 2011 DR3                 | 17 gennaio 2005   | Spacewatch               |
| 283244 -            | 2011 DO8                 | 30 dicembre 2005  | CSS                      |
| 283245 -            | 2011 DM11                | 5 ottobre 2004    | Spacewatch               |
| 283246 -            | 2011 DK16                | 14 settembre 1998 | Spacewatch               |
| 283247 -            | 2011 EU17                | 1º dicembre 2005  | CSS                      |
| 283248 -            | 2011 EY19                | 19 novembre 2003  | Spacewatch               |
| 283249 -            | 2011 ET28                | 28 gennaio 2004   | Spacewatch               |
| 283250 -            | 2011 EC29                | 24 febbraio 1995  | Spacewatch               |
| 283251 -            | 2011 EY29                | 10 marzo 2005     | LONEOS                   |
| 283252 -            | 2011 EL53                | 21 febbraio 2003  | NEAT                     |
| 283253 -            | 2011 EO78                | 3 settembre 2008  | Spacewatch               |
| 283254 -            | 2011 FH1                 | 18 novembre 2003  | Spacewatch               |
| 283255 -            | 2011 FA3                 | 2 aprile 2006     | Spacewatch               |
| 283256 -            | 2011 FG4                 | 28 settembre 2006 | Mt. Lemmon Survey        |
| 283257 -            | 2011 FA8                 | 4 aprile 2005     | CSS                      |
| 283258 -            | 2011 FH18                | 30 luglio 2005    | NEAT                     |
| 283259 -            | 2011 FD34                | 27 gennaio 2007   | Mt. Lemmon Survey        |
| 283260 -            | 2011 FN47                | 25 settembre 2005 | Spacewatch               |
| 283261 -            | 2011 FR142               | 12 settembre 2007 | Mt. Lemmon Survey        |
| 283262 -            | 2011 FU147               | 2 febbraio 1981   | Bus, S. J.               |
| 283263 -            | 2011 FH151               | 3 novembre 2005   | Mt. Lemmon Survey        |
| 283264 -            | 2011 FT151               | 7 aprile 2006     | Siding Spring Survey     |
| 283265 -            | 2011 FM155               | 6 agosto 2007     | LUSS                     |
| 283266 -            | 2011 GX46                | 15 ottobre 2007   | Mt. Lemmon Survey        |
| 283267 -            | 2011 GC57                | 24 settembre 2005 | Spacewatch               |
| 283268 -            | 2011 HB4                 | 12 settembre 2007 | Mt. Lemmon Survey        |
| 283269 -            | 2011 HY5                 | 2 gennaio 2006    | Mt. Lemmon Survey        |
| 283270 -            | 2011 HS12                | 7 luglio 2007     | Broughton, J.            |
| 283271 -            | 2011 HS18                | 18 dicembre 2009  | Mt. Lemmon Survey        |
| 283272 -            | 2011 HR19                | 29 settembre 2008 | Mt. Lemmon Survey        |
| 283273 -            | 2011 HU25                | 26 ottobre 2005   | Spacewatch               |
| 283274 -            | 2011 HR28                | 24 novembre 2009  | Spacewatch               |
| 283275 -            | 2011 HE29                | 13 luglio 1993    | Elst, E. W.              |
| 283276 -            | 2011 HF33                | 20 maggio 2006    | Spacewatch               |
| 283277 Faber        | 2011 HX34                | 13 agosto 2004    | Wasserman, L. H.         |
| 283278 -            | 2011 HE36                | 6 maggio 2002     | NEAT                     |
| 283279 Qianweichang | 2011 HH38                | 16 maggio 2007    | PMO NEO Survey Program   |
| 283280 -            | 2011 HC39                | 9 maggio 2006     | Mt. Lemmon Survey        |
| 283281 -            | 2011 HR54                | 5 giugno 2002     | NEAT                     |
| 283282 -            | 2011 HS55                | 21 luglio 2006    | Mt. Lemmon Survey        |
| 283283 -            | 2011 HF63                | 8 marzo 2005      | Mt. Lemmon Survey        |
| 283284 -            | 2011 HK66                | 2 marzo 2005      | CSS                      |
| 283285 -            | 2011 HJ67                | 1º aprile 2003    | Sloan Digital Sky Survey |
| 283286 -            | 2011 HL67                | 4 marzo 2006      | CSS                      |
| 283287 -            | 2011 HN74                | 14 giugno 2002    | LINEAR                   |
| 283288 -            | 2011 HQ74                | 22 ottobre 2001   | NEAT                     |
| 283289 -            | 2011 HK80                | 10 ottobre 2007   | CSS                      |
| 283290 -            | 2011 HJ81                | 28 maggio 2000    | LINEAR                   |
| 283291 -            | 2011 JB18                | 30 giugno 2008    | Spacewatch               |
| 283292 -            | 2011 JQ27                | 8 gennaio 1994    | Spacewatch               |
| 283293 -            | 2011 JZ28                | 19 settembre 2007 | Spacewatch               |
| 283294 -            | 2011 JA31                | 5 aprile 2000     | LINEAR                   |
| 283295 -            | 2011 KK1                 | 22 aprile 2007    | Mt. Lemmon Survey        |
| 283296 -            | 2011 KZ1                 | 17 agosto 2001    | NEAT                     |
| 283297 -            | 2011 KT7                 | 21 dicembre 2006  | Spacewatch               |
| 283298 -            | 2011 KB8                 | 12 luglio 2001    | NEAT                     |
| 283299 -            | 2011 KN8                 | 19 dicembre 2001  | NEAT                     |
| 283300 -            | 2011 KT8                 | 4 luglio 2003     | Spacewatch               |

## 283301-283400
| Nome     | Designazione provvisoria | Data di scoperta  | Scopritore                                                |
| -------- | ------------------------ | ----------------- | --------------------------------------------------------- |
| 283301 - | 2011 KA9                 | 3 marzo 2000      | Sloan Digital Sky Survey                                  |
| 283302 - | 2011 KB9                 | 1º febbraio 2005  | Spacewatch                                                |
| 283303 - | 2011 KH11                | 11 giugno 2004    | NEAT                                                      |
| 283304 - | 2011 KL22                | 17 febbraio 2007  | Spacewatch                                                |
| 283305 - | 2011 KK23                | 12 marzo 2002     | NEAT                                                      |
| 283306 - | 2011 KS24                | 12 febbraio 2000  | Sloan Digital Sky Survey                                  |
| 283307 - | 2011 KU24                | 2 aprile 2006     | Spacewatch                                                |
| 283308 - | 2011 KW24                | 6 novembre 2008   | Spacewatch                                                |
| 283309 - | 2011 KZ24                | 26 marzo 2004     | Spacewatch                                                |
| 283310 - | 2011 KB25                | 30 novembre 2003  | Spacewatch                                                |
| 283311 - | 2011 KO26                | 15 aprile 2007    | Spacewatch                                                |
| 283312 - | 2011 KR26                | 3 novembre 2005   | Mt. Lemmon Survey                                         |
| 283313 - | 2011 KE27                | 30 novembre 2005  | LINEAR                                                    |
| 283314 - | 2011 KG29                | 5 marzo 2006      | Spacewatch                                                |
| 283315 - | 2011 KE35                | 30 settembre 1997 | Spacewatch                                                |
| 283316 - | 1029 T-3                 | 17 ottobre 1977   | van Houten, C. J., van Houten-Groeneveld, I., Gehrels, T. |
| 283317 - | 2049 T-3                 | 16 ottobre 1977   | van Houten, C. J., van Houten-Groeneveld, I., Gehrels, T. |
| 283318 - | 1992 DE1                 | 26 febbraio 1992  | Spacewatch                                                |
| 283319 - | 1992 WR4                 | 19 novembre 1992  | Helin, E. F.                                              |
| 283320 - | 1994 SB12                | 29 settembre 1994 | Spacewatch                                                |
| 283321 - | 1995 SR27                | 19 settembre 1995 | Spacewatch                                                |
| 283322 - | 1995 SX35                | 23 settembre 1995 | Spacewatch                                                |
| 283323 - | 1996 AZ5                 | 12 gennaio 1996   | Spacewatch                                                |
| 283324 - | 1996 VE19                | 7 novembre 1996   | Spacewatch                                                |
| 283325 - | 1997 AA23                | 10 gennaio 1997   | Veillet, C.                                               |
| 283326 - | 1997 CE2                 | 2 febbraio 1997   | Spacewatch                                                |
| 283327 - | 1997 JN5                 | 1º maggio 1997    | Spacewatch                                                |
| 283328 - | 1997 KN2                 | 29 maggio 1997    | Spacewatch                                                |
| 283329 - | 1997 RG8                 | 11 settembre 1997 | Sugie, A.                                                 |
| 283330 - | 1998 FL14                | 26 marzo 1998     | ODAS                                                      |
| 283331 - | 1998 HJ129               | 19 aprile 1998    | LINEAR                                                    |
| 283332 - | 1998 MW17                | 22 giugno 1998    | Spacewatch                                                |
| 283333 - | 1998 QW29                | 23 agosto 1998    | Beijing Schmidt CCD Asteroid Program                      |
| 283334 - | 1998 VY13                | 10 novembre 1998  | LINEAR                                                    |
| 283335 - | 1998 XN6                 | 8 dicembre 1998   | Spacewatch                                                |
| 283336 - | 1999 CW133               | 7 febbraio 1999   | Spacewatch                                                |
| 283337 - | 1999 CW137               | 9 febbraio 1999   | Spacewatch                                                |
| 283338 - | 1999 RR62                | 7 settembre 1999  | LINEAR                                                    |
| 283339 - | 1999 RT174               | 9 settembre 1999  | LINEAR                                                    |
| 283340 - | 1999 TY165               | 10 ottobre 1999   | LINEAR                                                    |
| 283341 - | 1999 TF209               | 14 ottobre 1999   | LINEAR                                                    |
| 283342 - | 1999 TV249               | 9 ottobre 1999    | CSS                                                       |
| 283343 - | 1999 TA263               | 15 ottobre 1999   | Spacewatch                                                |
| 283344 - | 1999 UE30                | 31 ottobre 1999   | Spacewatch                                                |
| 283345 - | 1999 VT13                | 2 novembre 1999   | LINEAR                                                    |
| 283346 - | 1999 VG35                | 3 novembre 1999   | LINEAR                                                    |
| 283347 - | 1999 VP48                | 3 novembre 1999   | LINEAR                                                    |
| 283348 - | 1999 VH51                | 3 novembre 1999   | LINEAR                                                    |
| 283349 - | 1999 VG55                | 4 novembre 1999   | LINEAR                                                    |
| 283350 - | 1999 VL61                | 4 novembre 1999   | LINEAR                                                    |
| 283351 - | 1999 VX61                | 4 novembre 1999   | LINEAR                                                    |
| 283352 - | 1999 VV64                | 4 novembre 1999   | LINEAR                                                    |
| 283353 - | 1999 VX89                | 5 novembre 1999   | LINEAR                                                    |
| 283354 - | 1999 XU145               | 7 dicembre 1999   | Spacewatch                                                |
| 283355 - | 1999 XX232               | 12 dicembre 1999  | LINEAR                                                    |
| 283356 - | 2000 AZ29                | 3 gennaio 2000    | LINEAR                                                    |
| 283357 - | 2000 AO37                | 3 gennaio 2000    | LINEAR                                                    |
| 283358 - | 2000 AS44                | 5 gennaio 2000    | Spacewatch                                                |
| 283359 - | 2000 AF86                | 5 gennaio 2000    | LINEAR                                                    |
| 283360 - | 2000 AK93                | 4 gennaio 2000    | LINEAR                                                    |
| 283361 - | 2000 AU146               | 7 gennaio 2000    | LINEAR                                                    |
| 283362 - | 2000 AL185               | 7 gennaio 2000    | LINEAR                                                    |
| 283363 - | 2000 AQ196               | 8 gennaio 2000    | LINEAR                                                    |
| 283364 - | 2000 BE20                | 26 gennaio 2000   | Spacewatch                                                |
| 283365 - | 2000 BO20                | 26 gennaio 2000   | Spacewatch                                                |
| 283366 - | 2000 CW114               | 1º febbraio 2000  | Spacewatch                                                |
| 283367 - | 2000 DO63                | 29 febbraio 2000  | LINEAR                                                    |
| 283368 - | 2000 DW104               | 29 febbraio 2000  | LINEAR                                                    |
| 283369 - | 2000 EX13                | 3 marzo 2000      | LINEAR                                                    |
| 283370 - | 2000 EF45                | 9 marzo 2000      | LINEAR                                                    |
| 283371 - | 2000 ES99                | 12 marzo 2000     | Spacewatch                                                |
| 283372 - | 2000 FE7                 | 29 marzo 2000     | Spacewatch                                                |
| 283373 - | 2000 GL119               | 3 aprile 2000     | Spacewatch                                                |
| 283374 - | 2000 HA46                | 29 aprile 2000    | LINEAR                                                    |
| 283375 - | 2000 HZ94                | 29 aprile 2000    | LONEOS                                                    |
| 283376 - | 2000 KJ39                | 24 maggio 2000    | Spacewatch                                                |
| 283377 - | 2000 PO9                 | 8 agosto 2000     | LINEAR                                                    |
| 283378 - | 2000 QV1                 | 23 agosto 2000    | LINEAR                                                    |
| 283379 - | 2000 QY2                 | 24 agosto 2000    | LINEAR                                                    |
| 283380 - | 2000 QY6                 | 24 agosto 2000    | LINEAR                                                    |
| 283381 - | 2000 QH7                 | 25 agosto 2000    | LINEAR                                                    |
| 283382 - | 2000 QY23                | 25 agosto 2000    | LINEAR                                                    |
| 283383 - | 2000 QH43                | 24 agosto 2000    | LINEAR                                                    |
| 283384 - | 2000 QR47                | 24 agosto 2000    | LINEAR                                                    |
| 283385 - | 2000 QW71                | 24 agosto 2000    | LINEAR                                                    |
| 283386 - | 2000 QN81                | 24 agosto 2000    | LINEAR                                                    |
| 283387 - | 2000 QC167               | 31 agosto 2000    | LINEAR                                                    |
| 283388 - | 2000 QO201               | 29 agosto 2000    | LINEAR                                                    |
| 283389 - | 2000 QV202               | 29 agosto 2000    | LINEAR                                                    |
| 283390 - | 2000 QF205               | 31 agosto 2000    | LINEAR                                                    |
| 283391 - | 2000 RD25                | 1º settembre 2000 | LINEAR                                                    |
| 283392 - | 2000 RR36                | 1º settembre 2000 | LINEAR                                                    |
| 283393 - | 2000 RO49                | 5 settembre 2000  | LINEAR                                                    |
| 283394 - | 2000 RR82                | 1º settembre 2000 | LINEAR                                                    |
| 283395 - | 2000 RK96                | 4 settembre 2000  | Spacewatch                                                |
| 283396 - | 2000 RC98                | 5 settembre 2000  | LONEOS                                                    |
| 283397 - | 2000 RV100               | 5 settembre 2000  | LONEOS                                                    |
| 283398 - | 2000 RE102               | 5 settembre 2000  | LONEOS                                                    |
| 283399 - | 2000 SZ6                 | 22 settembre 2000 | LINEAR                                                    |
| 283400 - | 2000 SR15                | 23 settembre 2000 | LINEAR                                                    |

## 283401-283500
| Nome                | Designazione provvisoria | Data di scoperta  | Scopritore   |
| ------------------- | ------------------------ | ----------------- | ------------ |
| 283401 -            | 2000 SV15                | 23 settembre 2000 | LINEAR       |
| 283402 -            | 2000 SX16                | 23 settembre 2000 | LINEAR       |
| 283403 -            | 2000 SX18                | 23 settembre 2000 | LINEAR       |
| 283404 -            | 2000 SW25                | 23 settembre 2000 | LINEAR       |
| 283405 -            | 2000 SK26                | 23 settembre 2000 | LINEAR       |
| 283406 -            | 2000 SA33                | 24 settembre 2000 | LINEAR       |
| 283407 -            | 2000 SZ39                | 24 settembre 2000 | LINEAR       |
| 283408 -            | 2000 SA63                | 24 settembre 2000 | LINEAR       |
| 283409 -            | 2000 SS65                | 24 settembre 2000 | LINEAR       |
| 283410 -            | 2000 SC100               | 23 settembre 2000 | LINEAR       |
| 283411 -            | 2000 SJ106               | 24 settembre 2000 | LINEAR       |
| 283412 -            | 2000 SE112               | 24 settembre 2000 | LINEAR       |
| 283413 -            | 2000 SS130               | 22 settembre 2000 | LINEAR       |
| 283414 -            | 2000 SZ139               | 23 settembre 2000 | LINEAR       |
| 283415 -            | 2000 SU148               | 24 settembre 2000 | LINEAR       |
| 283416 -            | 2000 SO153               | 24 settembre 2000 | LINEAR       |
| 283417 -            | 2000 SR180               | 28 settembre 2000 | LINEAR       |
| 283418 -            | 2000 SV197               | 24 settembre 2000 | LINEAR       |
| 283419 -            | 2000 SK201               | 24 settembre 2000 | LINEAR       |
| 283420 -            | 2000 SO228               | 28 settembre 2000 | LINEAR       |
| 283421 -            | 2000 SL249               | 24 settembre 2000 | LINEAR       |
| 283422 -            | 2000 SH276               | 30 settembre 2000 | LINEAR       |
| 283423 -            | 2000 SZ285               | 24 settembre 2000 | LINEAR       |
| 283424 -            | 2000 SN317               | 30 settembre 2000 | LINEAR       |
| 283425 -            | 2000 SX322               | 28 settembre 2000 | LINEAR       |
| 283426 -            | 2000 SL324               | 28 settembre 2000 | Spacewatch   |
| 283427 -            | 2000 SB363               | 21 settembre 2000 | LONEOS       |
| 283428 -            | 2000 TZ13                | 1º ottobre 2000   | LINEAR       |
| 283429 -            | 2000 TW29                | 4 ottobre 2000    | LINEAR       |
| 283430 -            | 2000 TB33                | 4 ottobre 2000    | LINEAR       |
| 283431 -            | 2000 TZ40                | 1º ottobre 2000   | LONEOS       |
| 283432 -            | 2000 TH41                | 1º ottobre 2000   | LONEOS       |
| 283433 -            | 2000 UB11                | 25 ottobre 2000   | LINEAR       |
| 283434 -            | 2000 UR71                | 25 ottobre 2000   | LINEAR       |
| 283435 -            | 2000 UJ75                | 31 ottobre 2000   | LINEAR       |
| 283436 -            | 2000 UY105               | 29 ottobre 2000   | LINEAR       |
| 283437 -            | 2000 US106               | 30 ottobre 2000   | LINEAR       |
| 283438 -            | 2000 VB54                | 3 novembre 2000   | LINEAR       |
| 283439 -            | 2000 WE10                | 23 novembre 2000  | BATTeRS      |
| 283440 -            | 2000 WE12                | 23 novembre 2000  | Spacewatch   |
| 283441 -            | 2000 WU71                | 19 novembre 2000  | LINEAR       |
| 283442 -            | 2000 WO84                | 20 novembre 2000  | LINEAR       |
| 283443 -            | 2000 WO105               | 28 novembre 2000  | Spacewatch   |
| 283444 -            | 2000 WS111               | 20 novembre 2000  | LINEAR       |
| 283445 -            | 2000 WP138               | 21 novembre 2000  | LINEAR       |
| 283446 -            | 2000 WD168               | 25 novembre 2000  | LINEAR       |
| 283447 -            | 2000 WA190               | 18 novembre 2000  | LONEOS       |
| 283448 -            | 2000 YK11                | 19 dicembre 2000  | NEAT         |
| 283449 -            | 2000 YC65                | 30 dicembre 2000  | Spacewatch   |
| 283450 -            | 2001 AW1                 | 2 gennaio 2001    | LONEOS       |
| 283451 -            | 2001 DL47                | 16 febbraio 2001  | Spacewatch   |
| 283452 -            | 2001 FJ4                 | 19 marzo 2001     | Spacewatch   |
| 283453 -            | 2001 FV104               | 18 marzo 2001     | LONEOS       |
| 283454 -            | 2001 FX196               | 28 marzo 2001     | Spacewatch   |
| 283455 Philipkrider | 2001 FV221               | 22 marzo 2001     | SKADS        |
| 283456 -            | 2001 HB46                | 17 aprile 2001    | LONEOS       |
| 283457 -            | 2001 MQ3                 | 19 giugno 2001    | NEAT         |
| 283458 -            | 2001 NZ4                 | 13 luglio 2001    | NEAT         |
| 283459 -            | 2001 OA78                | 26 luglio 2001    | NEAT         |
| 283460 -            | 2001 PD1                 | 4 agosto 2001     | NEAT         |
| 283461 Leacipaola   | 2001 PX28                | 14 agosto 2001    | San Marcello |
| 283462 -            | 2001 PT61                | 13 agosto 2001    | NEAT         |
| 283463 -            | 2001 QZ37                | 16 agosto 2001    | LINEAR       |
| 283464 -            | 2001 QN72                | 21 agosto 2001    | Spacewatch   |
| 283465 -            | 2001 QD111               | 23 agosto 2001    | LINEAR       |
| 283466 -            | 2001 QZ116               | 17 agosto 2001    | LINEAR       |
| 283467 -            | 2001 QA124               | 19 agosto 2001    | LINEAR       |
| 283468 -            | 2001 QJ145               | 24 agosto 2001    | Spacewatch   |
| 283469 -            | 2001 QK151               | 23 agosto 2001    | LINEAR       |
| 283470 -            | 2001 QM153               | 26 agosto 2001    | LINEAR       |
| 283471 -            | 2001 QW172               | 25 agosto 2001    | LINEAR       |
| 283472 -            | 2001 QT205               | 23 agosto 2001    | LONEOS       |
| 283473 -            | 2001 QA233               | 24 agosto 2001    | LINEAR       |
| 283474 -            | 2001 QJ259               | 25 agosto 2001    | LINEAR       |
| 283475 -            | 2001 QY289               | 16 agosto 2001    | LINEAR       |
| 283476 -            | 2001 QY293               | 24 agosto 2001    | LONEOS       |
| 283477 -            | 2001 QY305               | 19 agosto 2001    | Buie, M. W.  |
| 283478 -            | 2001 QR327               | 17 agosto 2001    | NEAT         |
| 283479 -            | 2001 RO40                | 11 settembre 2001 | LINEAR       |
| 283480 -            | 2001 RT64                | 10 settembre 2001 | LINEAR       |
| 283481 -            | 2001 RT96                | 12 settembre 2001 | Spacewatch   |
| 283482 -            | 2001 RU113               | 12 settembre 2001 | LINEAR       |
| 283483 -            | 2001 RC130               | 12 settembre 2001 | LINEAR       |
| 283484 -            | 2001 SR7                 | 18 settembre 2001 | Spacewatch   |
| 283485 -            | 2001 SQ18                | 16 settembre 2001 | LINEAR       |
| 283486 -            | 2001 SW24                | 16 settembre 2001 | LINEAR       |
| 283487 -            | 2001 SZ40                | 16 settembre 2001 | LINEAR       |
| 283488 -            | 2001 SU102               | 20 settembre 2001 | LINEAR       |
| 283489 -            | 2001 SJ103               | 20 settembre 2001 | LINEAR       |
| 283490 -            | 2001 SZ116               | 16 settembre 2001 | LINEAR       |
| 283491 -            | 2001 ST122               | 16 settembre 2001 | LINEAR       |
| 283492 -            | 2001 SH131               | 16 settembre 2001 | LINEAR       |
| 283493 -            | 2001 SA132               | 16 settembre 2001 | LINEAR       |
| 283494 -            | 2001 SZ155               | 17 settembre 2001 | LINEAR       |
| 283495 -            | 2001 SZ156               | 17 settembre 2001 | LINEAR       |
| 283496 -            | 2001 ST157               | 17 settembre 2001 | LINEAR       |
| 283497 -            | 2001 SL183               | 19 settembre 2001 | LINEAR       |
| 283498 -            | 2001 SO227               | 19 settembre 2001 | LINEAR       |
| 283499 -            | 2001 SH232               | 19 settembre 2001 | LINEAR       |
| 283500 -            | 2001 SK258               | 20 settembre 2001 | LINEAR       |

## 283501-283600
| Nome     | Designazione provvisoria | Data di scoperta  | Scopritore                 |
| -------- | ------------------------ | ----------------- | -------------------------- |
| 283501 - | 2001 SW263               | 24 settembre 2001 | LINEAR                     |
| 283502 - | 2001 SJ290               | 29 settembre 2001 | NEAT                       |
| 283503 - | 2001 SU299               | 20 settembre 2001 | LINEAR                     |
| 283504 - | 2001 SF309               | 22 settembre 2001 | LINEAR                     |
| 283505 - | 2001 SA325               | 16 settembre 2001 | LINEAR                     |
| 283506 - | 2001 SV334               | 20 settembre 2001 | Spacewatch                 |
| 283507 - | 2001 SN338               | 20 settembre 2001 | LINEAR                     |
| 283508 - | 2001 ST340               | 21 settembre 2001 | LINEAR                     |
| 283509 - | 2001 SV346               | 25 settembre 2001 | NEAT                       |
| 283510 - | 2001 SD355               | 19 settembre 2001 | NEAT                       |
| 283511 - | 2001 TZ13                | 12 ottobre 2001   | Kusnirak, P.               |
| 283512 - | 2001 TH24                | 14 ottobre 2001   | LINEAR                     |
| 283513 - | 2001 TN24                | 14 ottobre 2001   | LINEAR                     |
| 283514 - | 2001 TL26                | 14 ottobre 2001   | LINEAR                     |
| 283515 - | 2001 TN28                | 14 ottobre 2001   | LINEAR                     |
| 283516 - | 2001 TA29                | 14 ottobre 2001   | LINEAR                     |
| 283517 - | 2001 TQ30                | 14 ottobre 2001   | LINEAR                     |
| 283518 - | 2001 TD31                | 14 ottobre 2001   | LINEAR                     |
| 283519 - | 2001 TP47                | 14 ottobre 2001   | Asiago-DLR Asteroid Survey |
| 283520 - | 2001 TU47                | 14 ottobre 2001   | Asiago-DLR Asteroid Survey |
| 283521 - | 2001 TM83                | 14 ottobre 2001   | LINEAR                     |
| 283522 - | 2001 TF92                | 14 ottobre 2001   | LINEAR                     |
| 283523 - | 2001 TX112               | 14 ottobre 2001   | LINEAR                     |
| 283524 - | 2001 TD118               | 15 ottobre 2001   | LINEAR                     |
| 283525 - | 2001 TE120               | 15 ottobre 2001   | LINEAR                     |
| 283526 - | 2001 TH130               | 15 ottobre 2001   | Spacewatch                 |
| 283527 - | 2001 TG131               | 10 ottobre 2001   | NEAT                       |
| 283528 - | 2001 TF141               | 10 ottobre 2001   | NEAT                       |
| 283529 - | 2001 TV173               | 14 ottobre 2001   | LINEAR                     |
| 283530 - | 2001 TT175               | 14 ottobre 2001   | LINEAR                     |
| 283531 - | 2001 TJ179               | 14 ottobre 2001   | LINEAR                     |
| 283532 - | 2001 TW184               | 14 ottobre 2001   | LINEAR                     |
| 283533 - | 2001 TR194               | 15 ottobre 2001   | LINEAR                     |
| 283534 - | 2001 TQ208               | 11 ottobre 2001   | NEAT                       |
| 283535 - | 2001 TE216               | 13 ottobre 2001   | NEAT                       |
| 283536 - | 2001 TA218               | 14 ottobre 2001   | LINEAR                     |
| 283537 - | 2001 TN223               | 14 ottobre 2001   | LINEAR                     |
| 283538 - | 2001 TB234               | 15 ottobre 2001   | Spacewatch                 |
| 283539 - | 2001 TK240               | 13 ottobre 2001   | LONEOS                     |
| 283540 - | 2001 UA19                | 16 ottobre 2001   | NEAT                       |
| 283541 - | 2001 UA41                | 17 ottobre 2001   | LINEAR                     |
| 283542 - | 2001 UN53                | 17 ottobre 2001   | LINEAR                     |
| 283543 - | 2001 UG59                | 17 ottobre 2001   | LINEAR                     |
| 283544 - | 2001 UK89                | 22 ottobre 2001   | NEAT                       |
| 283545 - | 2001 UL97                | 17 ottobre 2001   | LINEAR                     |
| 283546 - | 2001 UK123               | 22 ottobre 2001   | LINEAR                     |
| 283547 - | 2001 UQ124               | 22 ottobre 2001   | NEAT                       |
| 283548 - | 2001 UW131               | 20 ottobre 2001   | LINEAR                     |
| 283549 - | 2001 UJ134               | 21 ottobre 2001   | LINEAR                     |
| 283550 - | 2001 UM140               | 23 ottobre 2001   | LINEAR                     |
| 283551 - | 2001 UY172               | 18 ottobre 2001   | NEAT                       |
| 283552 - | 2001 UY220               | 21 ottobre 2001   | LINEAR                     |
| 283553 - | 2001 UJ225               | 16 ottobre 2001   | NEAT                       |
| 283554 - | 2001 UR227               | 16 ottobre 2001   | NEAT                       |
| 283555 - | 2001 UV230               | 23 ottobre 2001   | NEAT                       |
| 283556 - | 2001 VT1                 | 8 novembre 2001   | LINEAR                     |
| 283557 - | 2001 VV2                 | 9 novembre 2001   | LINEAR                     |
| 283558 - | 2001 VO32                | 9 novembre 2001   | LINEAR                     |
| 283559 - | 2001 VW32                | 9 novembre 2001   | LINEAR                     |
| 283560 - | 2001 VF56                | 10 novembre 2001  | LINEAR                     |
| 283561 - | 2001 VP57                | 10 novembre 2001  | LINEAR                     |
| 283562 - | 2001 VK60                | 10 novembre 2001  | LINEAR                     |
| 283563 - | 2001 VA63                | 10 novembre 2001  | LINEAR                     |
| 283564 - | 2001 VB74                | 11 novembre 2001  | LINEAR                     |
| 283565 - | 2001 VR93                | 15 novembre 2001  | LINEAR                     |
| 283566 - | 2001 VS107               | 21 ottobre 2001   | LINEAR                     |
| 283567 - | 2001 VH108               | 12 novembre 2001  | LINEAR                     |
| 283568 - | 2001 VF128               | 11 novembre 2001  | Sloan Digital Sky Survey   |
| 283569 - | 2001 VM133               | 11 novembre 2001  | Sloan Digital Sky Survey   |
| 283570 - | 2001 WN18                | 17 novembre 2001  | LINEAR                     |
| 283571 - | 2001 WL26                | 17 novembre 2001  | LINEAR                     |
| 283572 - | 2001 WF75                | 20 novembre 2001  | LINEAR                     |
| 283573 - | 2001 WM77                | 20 novembre 2001  | LINEAR                     |
| 283574 - | 2001 XV20                | 9 dicembre 2001   | LINEAR                     |
| 283575 - | 2001 XB32                | 7 dicembre 2001   | Spacewatch                 |
| 283576 - | 2001 XT38                | 9 dicembre 2001   | LINEAR                     |
| 283577 - | 2001 XO67                | 10 dicembre 2001  | LINEAR                     |
| 283578 - | 2001 XP76                | 11 dicembre 2001  | LINEAR                     |
| 283579 - | 2001 XU80                | 11 dicembre 2001  | LINEAR                     |
| 283580 - | 2001 XC97                | 10 dicembre 2001  | LINEAR                     |
| 283581 - | 2001 XN109               | 11 dicembre 2001  | LINEAR                     |
| 283582 - | 2001 XP134               | 14 dicembre 2001  | LINEAR                     |
| 283583 - | 2001 XK182               | 14 dicembre 2001  | LINEAR                     |
| 283584 - | 2001 XP183               | 14 dicembre 2001  | LINEAR                     |
| 283585 - | 2001 XR200               | 15 dicembre 2001  | LINEAR                     |
| 283586 - | 2001 XJ205               | 11 dicembre 2001  | LINEAR                     |
| 283587 - | 2001 XH228               | 15 dicembre 2001  | LINEAR                     |
| 283588 - | 2001 XN229               | 15 dicembre 2001  | LINEAR                     |
| 283589 - | 2001 XQ233               | 15 dicembre 2001  | LINEAR                     |
| 283590 - | 2001 XD242               | 14 dicembre 2001  | LINEAR                     |
| 283591 - | 2001 XV245               | 15 dicembre 2001  | LINEAR                     |
| 283592 - | 2001 XK262               | 13 dicembre 2001  | NEAT                       |
| 283593 - | 2001 YU4                 | 23 dicembre 2001  | McClusky, J. V.            |
| 283594 - | 2001 YF12                | 17 dicembre 2001  | LINEAR                     |
| 283595 - | 2001 YP19                | 17 dicembre 2001  | LINEAR                     |
| 283596 - | 2001 YR33                | 18 dicembre 2001  | LINEAR                     |
| 283597 - | 2001 YE58                | 18 dicembre 2001  | LINEAR                     |
| 283598 - | 2001 YZ68                | 18 dicembre 2001  | LINEAR                     |
| 283599 - | 2001 YU103               | 17 dicembre 2001  | LINEAR                     |
| 283600 - | 2001 YJ110               | 22 dicembre 2001  | LINEAR                     |

## 283601-283700
| Nome     | Designazione provvisoria | Data di scoperta  | Scopritore                 |
| -------- | ------------------------ | ----------------- | -------------------------- |
| 283601 - | 2001 YW114               | 20 dicembre 2001  | NEAT                       |
| 283602 - | 2001 YL118               | 18 dicembre 2001  | LINEAR                     |
| 283603 - | 2001 YH153               | 19 dicembre 2001  | LONEOS                     |
| 283604 - | 2002 AV49                | 9 gennaio 2002    | LINEAR                     |
| 283605 - | 2002 AH96                | 8 gennaio 2002    | LINEAR                     |
| 283606 - | 2002 AX96                | 8 gennaio 2002    | LINEAR                     |
| 283607 - | 2002 AB99                | 8 gennaio 2002    | LINEAR                     |
| 283608 - | 2002 AK131               | 14 gennaio 2002   | LINEAR                     |
| 283609 - | 2002 AT173               | 14 gennaio 2002   | LINEAR                     |
| 283610 - | 2002 CO8                 | 5 febbraio 2002   | NEAT                       |
| 283611 - | 2002 CD23                | 5 febbraio 2002   | NEAT                       |
| 283612 - | 2002 CV43                | 8 febbraio 2002   | LINEAR                     |
| 283613 - | 2002 CG48                | 3 febbraio 2002   | NEAT                       |
| 283614 - | 2002 CQ50                | 12 febbraio 2002  | Yeung, W. K. Y.            |
| 283615 - | 2002 CG66                | 7 febbraio 2002   | LINEAR                     |
| 283616 - | 2002 CL87                | 7 febbraio 2002   | LINEAR                     |
| 283617 - | 2002 CH110               | 7 febbraio 2002   | LINEAR                     |
| 283618 - | 2002 CB138               | 8 febbraio 2002   | LINEAR                     |
| 283619 - | 2002 CE144               | 9 febbraio 2002   | LINEAR                     |
| 283620 - | 2002 CO153               | 8 febbraio 2002   | Spacewatch                 |
| 283621 - | 2002 CO172               | 8 febbraio 2002   | LINEAR                     |
| 283622 - | 2002 CQ175               | 10 febbraio 2002  | LINEAR                     |
| 283623 - | 2002 CU175               | 10 febbraio 2002  | LINEAR                     |
| 283624 - | 2002 CZ194               | 10 febbraio 2002  | LINEAR                     |
| 283625 - | 2002 CU208               | 10 febbraio 2002  | LINEAR                     |
| 283626 - | 2002 CK210               | 10 febbraio 2002  | LINEAR                     |
| 283627 - | 2002 CK230               | 12 febbraio 2002  | Spacewatch                 |
| 283628 - | 2002 CN273               | 8 febbraio 2002   | Buie, M. W.                |
| 283629 - | 2002 CK274               | 8 febbraio 2002   | Spacewatch                 |
| 283630 - | 2002 CV309               | 6 febbraio 2002   | NEAT                       |
| 283631 - | 2002 DO10                | 20 febbraio 2002  | LINEAR                     |
| 283632 - | 2002 DL17                | 20 febbraio 2002  | LONEOS                     |
| 283633 - | 2002 EG5                 | 10 marzo 2002     | Asiago-DLR Asteroid Survey |
| 283634 - | 2002 EM39                | 9 marzo 2002      | LINEAR                     |
| 283635 - | 2002 EE50                | 12 marzo 2002     | NEAT                       |
| 283636 - | 2002 EZ112               | 10 marzo 2002     | Spacewatch                 |
| 283637 - | 2002 EX160               | 9 marzo 2002      | LONEOS                     |
| 283638 - | 2002 FL22                | 19 marzo 2002     | LINEAR                     |
| 283639 - | 2002 FT22                | 19 marzo 2002     | NEAT                       |
| 283640 - | 2002 GC16                | 15 aprile 2002    | LINEAR                     |
| 283641 - | 2002 GX55                | 5 aprile 2002     | NEAT                       |
| 283642 - | 2002 GJ56                | 5 aprile 2002     | NEAT                       |
| 283643 - | 2002 GJ71                | 9 aprile 2002     | LONEOS                     |
| 283644 - | 2002 GV133               | 12 aprile 2002    | LINEAR                     |
| 283645 - | 2002 GJ182               | 5 aprile 2002     | NEAT                       |
| 283646 - | 2002 HA6                 | 18 aprile 2002    | Spacewatch                 |
| 283647 - | 2002 JW36                | 7 maggio 2002     | LONEOS                     |
| 283648 - | 2002 JV87                | 11 maggio 2002    | LINEAR                     |
| 283649 - | 2002 JS145               | 14 maggio 2002    | NEAT                       |
| 283650 - | 2002 JJ150               | 15 settembre 2007 | Spacewatch                 |
| 283651 - | 2002 KR13                | 19 maggio 2002    | NEAT                       |
| 283652 - | 2002 KU15                | 18 maggio 2002    | NEAT                       |
| 283653 - | 2002 LH13                | 6 giugno 2002     | LINEAR                     |
| 283654 - | 2002 LJ47                | 10 giugno 2002    | LINEAR                     |
| 283655 - | 2002 LB62                | 11 giugno 2002    | NEAT                       |
| 283656 - | 2002 MZ1                 | 16 giugno 2002    | NEAT                       |
| 283657 - | 2002 NT57                | 12 luglio 2002    | NEAT                       |
| 283658 - | 2002 OE15                | 18 luglio 2002    | LINEAR                     |
| 283659 - | 2002 OE31                | 18 luglio 2002    | NEAT                       |
| 283660 - | 2002 PV7                 | 3 agosto 2002     | NEAT                       |
| 283661 - | 2002 PM13                | 6 agosto 2002     | NEAT                       |
| 283662 - | 2002 PD33                | 6 agosto 2002     | NEAT                       |
| 283663 - | 2002 PK90                | 11 agosto 2002    | LINEAR                     |
| 283664 - | 2002 PW90                | 13 agosto 2002    | LINEAR                     |
| 283665 - | 2002 PV98                | 14 agosto 2002    | LINEAR                     |
| 283666 - | 2002 PK106               | 12 agosto 2002    | LINEAR                     |
| 283667 - | 2002 PH113               | 13 agosto 2002    | Spacewatch                 |
| 283668 - | 2002 PD115               | 15 agosto 2002    | Spacewatch                 |
| 283669 - | 2002 PD118               | 13 agosto 2002    | LONEOS                     |
| 283670 - | 2002 PN137               | 15 agosto 2002    | LONEOS                     |
| 283671 - | 2002 PV163               | 8 agosto 2002     | Hoenig, S. F.              |
| 283672 - | 2002 PG176               | 7 agosto 2002     | NEAT                       |
| 283673 - | 2002 PO177               | 8 agosto 2002     | NEAT                       |
| 283674 - | 2002 QA5                 | 16 agosto 2002    | NEAT                       |
| 283675 - | 2002 QS21                | 26 agosto 2002    | NEAT                       |
| 283676 - | 2002 QT26                | 29 agosto 2002    | NEAT                       |
| 283677 - | 2002 QG49                | 19 agosto 2002    | Hoenig, S. F.              |
| 283678 - | 2002 QA57                | 29 agosto 2002    | Hoenig, S. F.              |
| 283679 - | 2002 QE64                | 30 agosto 2002    | NEAT                       |
| 283680 - | 2002 QZ79                | 16 agosto 2002    | NEAT                       |
| 283681 - | 2002 QB90                | 19 agosto 2002    | NEAT                       |
| 283682 - | 2002 QX103               | 26 agosto 2002    | NEAT                       |
| 283683 - | 2002 QV112               | 27 agosto 2002    | NEAT                       |
| 283684 - | 2002 QL121               | 28 agosto 2002    | NEAT                       |
| 283685 - | 2002 QD124               | 16 agosto 2002    | NEAT                       |
| 283686 - | 2002 QD128               | 29 agosto 2002    | NEAT                       |
| 283687 - | 2002 QG139               | 17 agosto 2002    | NEAT                       |
| 283688 - | 2002 QM146               | 4 marzo 2005      | Spacewatch                 |
| 283689 - | 2002 RZ34                | 4 settembre 2002  | LONEOS                     |
| 283690 - | 2002 RS36                | 5 settembre 2002  | LONEOS                     |
| 283691 - | 2002 RH80                | 5 settembre 2002  | LINEAR                     |
| 283692 - | 2002 RJ109               | 6 settembre 2002  | LINEAR                     |
| 283693 - | 2002 RE112               | 6 settembre 2002  | LINEAR                     |
| 283694 - | 2002 RC116               | 6 settembre 2002  | LINEAR                     |
| 283695 - | 2002 RY133               | 10 settembre 2002 | NEAT                       |
| 283696 - | 2002 RR155               | 11 settembre 2002 | NEAT                       |
| 283697 - | 2002 RM183               | 11 settembre 2002 | NEAT                       |
| 283698 - | 2002 RT186               | 12 settembre 2002 | NEAT                       |
| 283699 - | 2002 RP222               | 15 settembre 2002 | NEAT                       |
| 283700 - | 2002 RG239               | 8 settembre 2002  | Matson, R.                 |

## 283701-283800
| Nome            | Designazione provvisoria | Data di scoperta  | Scopritore               |
| --------------- | ------------------------ | ----------------- | ------------------------ |
| 283701 -        | 2002 RP243               | 4 settembre 2002  | NEAT                     |
| 283702 -        | 2002 RV243               | 14 settembre 2002 | NEAT                     |
| 283703 -        | 2002 RH255               | 15 settembre 2002 | NEAT                     |
| 283704 -        | 2002 RT269               | 4 settembre 2002  | NEAT                     |
| 283705 -        | 2002 SX                  | 20 settembre 2002 | NEAT                     |
| 283706 -        | 2002 SA5                 | 27 settembre 2002 | NEAT                     |
| 283707 -        | 2002 SA10                | 27 settembre 2002 | NEAT                     |
| 283708 -        | 2002 SW55                | 30 settembre 2002 | LINEAR                   |
| 283709 -        | 2002 TJ17                | 2 ottobre 2002    | LINEAR                   |
| 283710 -        | 2002 TK57                | 2 ottobre 2002    | LINEAR                   |
| 283711 -        | 2002 TR98                | 3 ottobre 2002    | LINEAR                   |
| 283712 -        | 2002 TA104               | 4 ottobre 2002    | LINEAR                   |
| 283713 -        | 2002 TS108               | 1º ottobre 2002   | NEAT                     |
| 283714 -        | 2002 TL143               | 4 ottobre 2002    | LINEAR                   |
| 283715 -        | 2002 TL144               | 5 ottobre 2002    | LINEAR                   |
| 283716 -        | 2002 TU148               | 5 ottobre 2002    | NEAT                     |
| 283717 -        | 2002 TB160               | 5 ottobre 2002    | NEAT                     |
| 283718 -        | 2002 TP162               | 5 ottobre 2002    | NEAT                     |
| 283719 -        | 2002 TX165               | 3 ottobre 2002    | NEAT                     |
| 283720 -        | 2002 TA170               | 3 ottobre 2002    | NEAT                     |
| 283721 -        | 2002 TC172               | 4 ottobre 2002    | NEAT                     |
| 283722 -        | 2002 TR186               | 4 ottobre 2002    | LINEAR                   |
| 283723 -        | 2002 TU189               | 5 ottobre 2002    | LINEAR                   |
| 283724 -        | 2002 TO218               | 5 ottobre 2002    | LINEAR                   |
| 283725 -        | 2002 TA226               | 8 ottobre 2002    | LONEOS                   |
| 283726 -        | 2002 TR230               | 7 ottobre 2002    | NEAT                     |
| 283727 -        | 2002 TM292               | 10 ottobre 2002   | LINEAR                   |
| 283728 -        | 2002 TY341               | 5 ottobre 2002    | Sloan Digital Sky Survey |
| 283729 -        | 2002 UX                  | 19 agosto 2002    | LINEAR                   |
| 283730 -        | 2002 VU2                 | 2 novembre 2002   | NEAT                     |
| 283731 -        | 2002 VJ13                | 4 novembre 2002   | NEAT                     |
| 283732 -        | 2002 VB68                | 7 novembre 2002   | Spacewatch               |
| 283733 -        | 2002 VZ125               | 14 novembre 2002  | NEAT                     |
| 283734 -        | 2002 VT147               | 19 febbraio 2004  | Needville                |
| 283735 -        | 2002 WY6                 | 24 novembre 2002  | NEAT                     |
| 283736 -        | 2002 WO7                 | 24 novembre 2002  | NEAT                     |
| 283737 -        | 2002 WB9                 | 24 novembre 2002  | NEAT                     |
| 283738 -        | 2002 XB21                | 2 dicembre 2002   | LINEAR                   |
| 283739 -        | 2002 XO34                | 6 dicembre 2002   | LINEAR                   |
| 283740 -        | 2002 XF75                | 11 dicembre 2002  | LINEAR                   |
| 283741 -        | 2002 XH118               | 14 dicembre 2002  | Sloan Digital Sky Survey |
| 283742 -        | 2003 AG9                 | 4 gennaio 2003    | LINEAR                   |
| 283743 -        | 2003 AP40                | 7 gennaio 2003    | LINEAR                   |
| 283744 -        | 2003 AR41                | 7 gennaio 2003    | LINEAR                   |
| 283745 -        | 2003 BL8                 | 26 gennaio 2003   | LONEOS                   |
| 283746 -        | 2003 BJ16                | 26 gennaio 2003   | NEAT                     |
| 283747 -        | 2003 BT53                | 27 gennaio 2003   | LONEOS                   |
| 283748 -        | 2003 CN14                | 3 febbraio 2003   | NEAT                     |
| 283749 -        | 2003 CJ20                | 9 febbraio 2003   | NEAT                     |
| 283750 -        | 2003 CD25                | 1º febbraio 2003  | NEAT                     |
| 283751 -        | 2003 DR11                | 25 febbraio 2003  | CINEOS                   |
| 283752 -        | 2003 DN24                | 22 febbraio 2003  | NEAT                     |
| 283753 -        | 2003 EW6                 | 6 marzo 2003      | LONEOS                   |
| 283754 -        | 2003 EP30                | 6 marzo 2003      | NEAT                     |
| 283755 -        | 2003 EO43                | 8 marzo 2003      | LINEAR                   |
| 283756 -        | 2003 EB57                | 9 marzo 2003      | LONEOS                   |
| 283757 -        | 2003 EU61                | 8 marzo 2003      | Deep Lens Survey         |
| 283758 -        | 2003 FC22                | 25 marzo 2003     | Spacewatch               |
| 283759 -        | 2003 FO53                | 25 marzo 2003     | NEAT                     |
| 283760 -        | 2003 FS61                | 26 marzo 2003     | NEAT                     |
| 283761 -        | 2003 FO73                | 26 marzo 2003     | NEAT                     |
| 283762 -        | 2003 FG92                | 29 marzo 2003     | LONEOS                   |
| 283763 -        | 2003 FO131               | 27 marzo 2003     | NEAT                     |
| 283764 -        | 2003 GW8                 | 1º aprile 2003    | LINEAR                   |
| 283765 -        | 2003 GP48                | 9 aprile 2003     | NEAT                     |
| 283766 -        | 2003 GR49                | 10 aprile 2003    | Spacewatch               |
| 283767 -        | 2003 GB51                | 8 aprile 2003     | NEAT                     |
| 283768 -        | 2003 HE19                | 26 aprile 2003    | Spacewatch               |
| 283769 -        | 2003 HH22                | 27 aprile 2003    | LONEOS                   |
| 283770 -        | 2003 HN44                | 27 aprile 2003    | LONEOS                   |
| 283771 -        | 2003 JN16                | 9 maggio 2003     | LINEAR                   |
| 283772 -        | 2003 JX16                | 9 maggio 2003     | LINEAR                   |
| 283773 -        | 2003 NE5                 | 5 luglio 2003     | LINEAR                   |
| 283774 -        | 2003 OE1                 | 22 luglio 2003    | CINEOS                   |
| 283775 -        | 2003 OX1                 | 22 luglio 2003    | NEAT                     |
| 283776 -        | 2003 OR9                 | 25 luglio 2003    | LINEAR                   |
| 283777 -        | 2003 OB21                | 23 luglio 2003    | LINEAR                   |
| 283778 -        | 2003 PS9                 | 1º agosto 2003    | LINEAR                   |
| 283779 -        | 2003 QA10                | 20 agosto 2003    | Broughton, J.            |
| 283780 -        | 2003 QJ22                | 20 agosto 2003    | NEAT                     |
| 283781 -        | 2003 QZ28                | 23 agosto 2003    | LINEAR                   |
| 283782 -        | 2003 QN35                | 22 agosto 2003    | LINEAR                   |
| 283783 -        | 2003 QF59                | 23 agosto 2003    | LINEAR                   |
| 283784 -        | 2003 QN70                | 24 agosto 2003    | LINEAR                   |
| 283785 -        | 2003 QE103               | 31 agosto 2003    | Spacewatch               |
| 283786 Rutebeuf | 2003 QF104               | 21 agosto 2003    | Saint-Sulpice            |
| 283787 -        | 2003 QD105               | 31 agosto 2003    | NEAT                     |
| 283788 -        | 2003 QF106               | 30 agosto 2003    | NEAT                     |
| 283789 -        | 2003 QD107               | 31 agosto 2003    | LINEAR                   |
| 283790 -        | 2003 RG1                 | 2 settembre 2003  | LINEAR                   |
| 283791 -        | 2003 RJ11                | 13 settembre 2003 | NEAT                     |
| 283792 -        | 2003 RY19                | 15 settembre 2003 | LONEOS                   |
| 283793 -        | 2003 SS13                | 16 settembre 2003 | Spacewatch               |
| 283794 -        | 2003 SC23                | 16 settembre 2003 | NEAT                     |
| 283795 -        | 2003 SN32                | 17 settembre 2003 | NEAT                     |
| 283796 -        | 2003 SD37                | 16 settembre 2003 | NEAT                     |
| 283797 -        | 2003 SU42                | 16 settembre 2003 | LONEOS                   |
| 283798 -        | 2003 SS59                | 17 settembre 2003 | LONEOS                   |
| 283799 -        | 2003 SJ77                | 19 settembre 2003 | Spacewatch               |
| 283800 -        | 2003 SJ85                | 16 settembre 2003 | NEAT                     |

## 283801-283900
| Nome     | Designazione provvisoria | Data di scoperta  | Scopritore               |
| -------- | ------------------------ | ----------------- | ------------------------ |
| 283801 - | 2003 SA94                | 18 settembre 2003 | Spacewatch               |
| 283802 - | 2003 SX101               | 20 settembre 2003 | NEAT                     |
| 283803 - | 2003 SR106               | 20 settembre 2003 | Spacewatch               |
| 283804 - | 2003 SW116               | 16 settembre 2003 | NEAT                     |
| 283805 - | 2003 SE130               | 19 settembre 2003 | Spacewatch               |
| 283806 - | 2003 SM133               | 18 settembre 2003 | NEAT                     |
| 283807 - | 2003 SM137               | 20 settembre 2003 | NEAT                     |
| 283808 - | 2003 SN143               | 20 settembre 2003 | NEAT                     |
| 283809 - | 2003 SE176               | 18 settembre 2003 | NEAT                     |
| 283810 - | 2003 SU182               | 20 settembre 2003 | Crni Vrh                 |
| 283811 - | 2003 SA204               | 22 settembre 2003 | LONEOS                   |
| 283812 - | 2003 SQ208               | 23 settembre 2003 | NEAT                     |
| 283813 - | 2003 SD233               | 25 settembre 2003 | NEAT                     |
| 283814 - | 2003 SS244               | 26 settembre 2003 | LINEAR                   |
| 283815 - | 2003 SU251               | 26 settembre 2003 | LINEAR                   |
| 283816 - | 2003 SK266               | 29 settembre 2003 | LINEAR                   |
| 283817 - | 2003 SP274               | 28 settembre 2003 | Spacewatch               |
| 283818 - | 2003 SV297               | 18 settembre 2003 | NEAT                     |
| 283819 - | 2003 SE303               | 17 settembre 2003 | NEAT                     |
| 283820 - | 2003 SE309               | 30 settembre 2003 | LONEOS                   |
| 283821 - | 2003 SK324               | 17 settembre 2003 | Spacewatch               |
| 283822 - | 2003 SB340               | 27 settembre 2003 | Sloan Digital Sky Survey |
| 283823 - | 2003 SX401               | 26 settembre 2003 | Sloan Digital Sky Survey |
| 283824 - | 2003 TB5                 | 1º ottobre 2003   | Spacewatch               |
| 283825 - | 2003 TE9                 | 4 ottobre 2003    | Spacewatch               |
| 283826 - | 2003 TP12                | 14 ottobre 2003   | LONEOS                   |
| 283827 - | 2003 TP15                | 15 ottobre 2003   | LONEOS                   |
| 283828 - | 2003 TE28                | 1º ottobre 2003   | Spacewatch               |
| 283829 - | 2003 TT53                | 5 ottobre 2003    | Spacewatch               |
| 283830 - | 2003 TT58                | 5 ottobre 2003    | Spacewatch               |
| 283831 - | 2003 UP4                 | 16 ottobre 2003   | LINEAR                   |
| 283832 - | 2003 UC9                 | 18 ottobre 2003   | LINEAR                   |
| 283833 - | 2003 US18                | 19 ottobre 2003   | NEAT                     |
| 283834 - | 2003 UY31                | 16 ottobre 2003   | Spacewatch               |
| 283835 - | 2003 UT34                | 26 ottobre 2003   | CSS                      |
| 283836 - | 2003 UY58                | 16 ottobre 2003   | NEAT                     |
| 283837 - | 2003 UP59                | 17 ottobre 2003   | LONEOS                   |
| 283838 - | 2003 UM83                | 17 ottobre 2003   | LONEOS                   |
| 283839 - | 2003 UJ98                | 19 ottobre 2003   | LONEOS                   |
| 283840 - | 2003 UV102               | 20 ottobre 2003   | Spacewatch               |
| 283841 - | 2003 UW106               | 18 ottobre 2003   | NEAT                     |
| 283842 - | 2003 UQ108               | 19 ottobre 2003   | Spacewatch               |
| 283843 - | 2003 UH113               | 20 ottobre 2003   | LINEAR                   |
| 283844 - | 2003 UH116               | 21 ottobre 2003   | LINEAR                   |
| 283845 - | 2003 UE126               | 20 ottobre 2003   | LINEAR                   |
| 283846 - | 2003 UO134               | 20 ottobre 2003   | NEAT                     |
| 283847 - | 2003 UX136               | 21 ottobre 2003   | LINEAR                   |
| 283848 - | 2003 UG146               | 18 ottobre 2003   | LONEOS                   |
| 283849 - | 2003 UR151               | 21 ottobre 2003   | LINEAR                   |
| 283850 - | 2003 UL181               | 21 ottobre 2003   | LINEAR                   |
| 283851 - | 2003 UU212               | 23 ottobre 2003   | NEAT                     |
| 283852 - | 2003 UF233               | 24 ottobre 2003   | Spacewatch               |
| 283853 - | 2003 UQ256               | 25 ottobre 2003   | LINEAR                   |
| 283854 - | 2003 UX274               | 30 ottobre 2003   | NEAT                     |
| 283855 - | 2003 UD277               | 30 ottobre 2003   | NEAT                     |
| 283856 - | 2003 UW331               | 18 ottobre 2003   | Sloan Digital Sky Survey |
| 283857 - | 2003 UP341               | 19 ottobre 2003   | Sloan Digital Sky Survey |
| 283858 - | 2003 VY10                | 15 novembre 2003  | NEAT                     |
| 283859 - | 2003 WS28                | 18 novembre 2003  | Spacewatch               |
| 283860 - | 2003 WG38                | 19 novembre 2003  | LINEAR                   |
| 283861 - | 2003 WB39                | 19 novembre 2003  | Spacewatch               |
| 283862 - | 2003 WB73                | 20 novembre 2003  | LINEAR                   |
| 283863 - | 2003 WG76                | 19 novembre 2003  | Spacewatch               |
| 283864 - | 2003 WY82                | 20 novembre 2003  | LINEAR                   |
| 283865 - | 2003 WC98                | 19 novembre 2003  | LONEOS                   |
| 283866 - | 2003 WY102               | 21 novembre 2003  | LINEAR                   |
| 283867 - | 2003 WC104               | 21 novembre 2003  | LINEAR                   |
| 283868 - | 2003 WU150               | 24 novembre 2003  | LONEOS                   |
| 283869 - | 2003 WL166               | 20 novembre 2003  | LINEAR                   |
| 283870 - | 2003 WC168               | 19 novembre 2003  | NEAT                     |
| 283871 - | 2003 WB189               | 19 novembre 2003  | NEAT                     |
| 283872 - | 2003 XP5                 | 3 dicembre 2003   | LONEOS                   |
| 283873 - | 2003 XX23                | 1º dicembre 2003  | Spacewatch               |
| 283874 - | 2003 YB                  | 16 dicembre 2003  | LONEOS                   |
| 283875 - | 2003 YS9                 | 17 dicembre 2003  | NEAT                     |
| 283876 - | 2003 YP35                | 19 dicembre 2003  | LINEAR                   |
| 283877 - | 2003 YV43                | 19 dicembre 2003  | LINEAR                   |
| 283878 - | 2003 YB58                | 19 dicembre 2003  | LINEAR                   |
| 283879 - | 2003 YZ113               | 24 dicembre 2003  | NEAT                     |
| 283880 - | 2003 YV154               | 29 dicembre 2003  | LINEAR                   |
| 283881 - | 2003 YW157               | 17 dicembre 2003  | Spacewatch               |
| 283882 - | 2003 YB158               | 17 dicembre 2003  | NEAT                     |
| 283883 - | 2003 YM180               | 22 dicembre 2003  | LINEAR                   |
| 283884 - | 2004 BT22                | 17 gennaio 2004   | NEAT                     |
| 283885 - | 2004 BE54                | 22 gennaio 2004   | LINEAR                   |
| 283886 - | 2004 BN54                | 22 gennaio 2004   | LINEAR                   |
| 283887 - | 2004 BZ68                | 27 gennaio 2004   | LINEAR                   |
| 283888 - | 2004 BY70                | 22 gennaio 2004   | LINEAR                   |
| 283889 - | 2004 BL89                | 23 gennaio 2004   | LINEAR                   |
| 283890 - | 2004 BY110               | 29 gennaio 2004   | LINEAR                   |
| 283891 - | 2004 BF130               | 16 gennaio 2004   | Spacewatch               |
| 283892 - | 2004 BY153               | 27 gennaio 2004   | Spacewatch               |
| 283893 - | 2004 CB6                 | 10 febbraio 2004  | CSS                      |
| 283894 - | 2004 CL8                 | 11 febbraio 2004  | LONEOS                   |
| 283895 - | 2004 CD20                | 11 febbraio 2004  | Spacewatch               |
| 283896 - | 2004 CL20                | 11 febbraio 2004  | Spacewatch               |
| 283897 - | 2004 CD56                | 14 febbraio 2004  | NEAT                     |
| 283898 - | 2004 CZ63                | 13 febbraio 2004  | NEAT                     |
| 283899 - | 2004 CU98                | 14 febbraio 2004  | CSS                      |
| 283900 - | 2004 DQ15                | 17 febbraio 2004  | Spacewatch               |

## 283901-284000
| Nome                    | Designazione provvisoria | Data di scoperta  | Scopritore           |
| ----------------------- | ------------------------ | ----------------- | -------------------- |
| 283901 -                | 2004 DO28                | 17 febbraio 2004  | Spacewatch           |
| 283902 -                | 2004 DP28                | 17 febbraio 2004  | Spacewatch           |
| 283903 -                | 2004 DT43                | 23 febbraio 2004  | LINEAR               |
| 283904 -                | 2004 DX43                | 23 febbraio 2004  | LINEAR               |
| 283905 -                | 2004 EB42                | 15 marzo 2004     | CSS                  |
| 283906 -                | 2004 EH45                | 15 marzo 2004     | Spacewatch           |
| 283907 -                | 2004 ES93                | 15 marzo 2004     | LINEAR               |
| 283908 -                | 2004 FY8                 | 16 marzo 2004     | LINEAR               |
| 283909 -                | 2004 FM13                | 16 marzo 2004     | Spacewatch           |
| 283910 -                | 2004 FK23                | 17 marzo 2004     | Spacewatch           |
| 283911 -                | 2004 FE38                | 17 marzo 2004     | LINEAR               |
| 283912 -                | 2004 FW111               | 26 marzo 2004     | LINEAR               |
| 283913 -                | 2004 FX111               | 26 marzo 2004     | Spacewatch           |
| 283914 -                | 2004 FQ121               | 23 marzo 2004     | LINEAR               |
| 283915 -                | 2004 FG124               | 27 marzo 2004     | LINEAR               |
| 283916 -                | 2004 FB125               | 27 marzo 2004     | LINEAR               |
| 283917 -                | 2004 FF143               | 28 marzo 2004     | Spacewatch           |
| 283918 -                | 2004 GL31                | 15 aprile 2004    | LONEOS               |
| 283919 -                | 2004 HU12                | 16 aprile 2004    | Spacewatch           |
| 283920 -                | 2004 HL25                | 19 aprile 2004    | LINEAR               |
| 283921 -                | 2004 HH53                | 25 aprile 2004    | CSS                  |
| 283922 -                | 2004 HX60                | 23 aprile 2004    | LINEAR               |
| 283923 -                | 2004 JH26                | 15 maggio 2004    | LINEAR               |
| 283924 -                | 2004 KA11                | 19 maggio 2004    | Spacewatch           |
| 283925 -                | 2004 LJ12                | 9 giugno 2004     | Spacewatch           |
| 283926 -                | 2004 NT8                 | 14 luglio 2004    | Broughton, J.        |
| 283927 -                | 2004 NW14                | 11 luglio 2004    | LINEAR               |
| 283928 -                | 2004 OZ6                 | 16 luglio 2004    | LINEAR               |
| 283929 -                | 2004 PA2                 | 6 agosto 2004     | Broughton, J.        |
| 283930 -                | 2004 PM7                 | 6 agosto 2004     | NEAT                 |
| 283931 -                | 2004 PT17                | 8 agosto 2004     | LINEAR               |
| 283932 -                | 2004 PS18                | 8 agosto 2004     | LONEOS               |
| 283933 -                | 2004 PS30                | 8 agosto 2004     | LINEAR               |
| 283934 -                | 2004 PX30                | 8 agosto 2004     | LINEAR               |
| 283935 -                | 2004 PH31                | 8 agosto 2004     | LINEAR               |
| 283936 -                | 2004 PG34                | 8 agosto 2004     | LONEOS               |
| 283937 -                | 2004 PY35                | 8 agosto 2004     | LONEOS               |
| 283938 -                | 2004 PR40                | 9 agosto 2004     | LINEAR               |
| 283939 -                | 2004 PJ48                | 8 agosto 2004     | LINEAR               |
| 283940 -                | 2004 PU55                | 8 agosto 2004     | LONEOS               |
| 283941 -                | 2004 PJ59                | 9 agosto 2004     | LONEOS               |
| 283942 -                | 2004 PD61                | 9 agosto 2004     | LINEAR               |
| 283943 -                | 2004 PL61                | 9 agosto 2004     | LINEAR               |
| 283944 -                | 2004 PS62                | 10 agosto 2004    | LINEAR               |
| 283945 -                | 2004 PB63                | 10 agosto 2004    | LINEAR               |
| 283946 -                | 2004 PV64                | 10 agosto 2004    | LINEAR               |
| 283947 -                | 2004 PF65                | 10 agosto 2004    | LINEAR               |
| 283948 -                | 2004 PU85                | 10 agosto 2004    | LINEAR               |
| 283949 -                | 2004 PG94                | 10 agosto 2004    | LINEAR               |
| 283950 -                | 2004 PL103               | 12 agosto 2004    | LINEAR               |
| 283951 -                | 2004 PY112               | 13 agosto 2004    | NEAT                 |
| 283952 -                | 2004 QH1                 | 19 agosto 2004    | LINEAR               |
| 283953 -                | 2004 QT3                 | 21 agosto 2004    | CSS                  |
| 283954 -                | 2004 QS7                 | 22 agosto 2004    | Bickel, W.           |
| 283955 -                | 2004 QW19                | 21 agosto 2004    | Goodricke-Pigott     |
| 283956 -                | 2004 QH24                | 27 agosto 2004    | LINEAR               |
| 283957 -                | 2004 RF                  | 1º settembre 2004 | Birtwhistle, P.      |
| 283958 -                | 2004 RX                  | 4 settembre 2004  | Needville            |
| 283959 -                | 2004 RZ12                | 4 settembre 2004  | NEAT                 |
| 283960 -                | 2004 RJ13                | 4 settembre 2004  | NEAT                 |
| 283961 -                | 2004 RB19                | 7 settembre 2004  | Spacewatch           |
| 283962 -                | 2004 RD21                | 7 settembre 2004  | Spacewatch           |
| 283963 -                | 2004 RO27                | 6 settembre 2004  | Siding Spring Survey |
| 283964 -                | 2004 RA47                | 8 settembre 2004  | LINEAR               |
| 283965 -                | 2004 RW49                | 8 settembre 2004  | LINEAR               |
| 283966 -                | 2004 RQ55                | 8 settembre 2004  | LINEAR               |
| 283967 -                | 2004 RG58                | 8 settembre 2004  | LINEAR               |
| 283968 -                | 2004 RV65                | 8 settembre 2004  | LINEAR               |
| 283969 -                | 2004 RG66                | 8 settembre 2004  | LINEAR               |
| 283970 -                | 2004 RN83                | 9 settembre 2004  | LINEAR               |
| 283971 -                | 2004 RZ97                | 8 settembre 2004  | LINEAR               |
| 283972 -                | 2004 RP101               | 8 settembre 2004  | LINEAR               |
| 283973 -                | 2004 RW109               | 11 settembre 2004 | LINEAR               |
| 283974 -                | 2004 RE148               | 9 settembre 2004  | LINEAR               |
| 283975 -                | 2004 RL155               | 10 settembre 2004 | LINEAR               |
| 283976 -                | 2004 RW158               | 10 settembre 2004 | LINEAR               |
| 283977 -                | 2004 RS161               | 11 settembre 2004 | Spacewatch           |
| 283978 -                | 2004 RQ169               | 8 settembre 2004  | LINEAR               |
| 283979 -                | 2004 RN170               | 8 settembre 2004  | Apache Point         |
| 283980 -                | 2004 RN172               | 9 settembre 2004  | Spacewatch           |
| 283981 -                | 2004 RZ181               | 10 settembre 2004 | LINEAR               |
| 283982 -                | 2004 RO184               | 10 settembre 2004 | LINEAR               |
| 283983 -                | 2004 RC189               | 10 settembre 2004 | LINEAR               |
| 283984 -                | 2004 RB192               | 10 settembre 2004 | LINEAR               |
| 283985 -                | 2004 RS222               | 3 settembre 2004  | NEAT                 |
| 283986 -                | 2004 RJ224               | 8 settembre 2004  | NEAT                 |
| 283987 -                | 2004 RK237               | 10 settembre 2004 | Spacewatch           |
| 283988 -                | 2004 RY310               | 13 settembre 2004 | NEAT                 |
| 283989 -                | 2004 RR323               | 13 settembre 2004 | LINEAR               |
| 283990 Randallrosenfeld | 2004 SG2                 | 16 settembre 2004 | Glinos, T., Levy, W. |
| 283991 -                | 2004 SL30                | 17 settembre 2004 | LINEAR               |
| 283992 -                | 2004 SS31                | 17 settembre 2004 | LINEAR               |
| 283993 -                | 2004 SG44                | 18 settembre 2004 | LINEAR               |
| 283994 -                | 2004 TT33                | 4 ottobre 2004    | Spacewatch           |
| 283995 -                | 2004 TC34                | 4 ottobre 2004    | Spacewatch           |
| 283996 -                | 2004 TJ46                | 4 ottobre 2004    | Spacewatch           |
| 283997 -                | 2004 TM46                | 4 ottobre 2004    | Spacewatch           |
| 283998 -                | 2004 TP49                | 4 ottobre 2004    | Spacewatch           |
| 283999 -                | 2004 TY67                | 5 ottobre 2004    | LONEOS               |
| 284000 -                | 2004 TR95                | 5 ottobre 2004    | Spacewatch           |